# Naevus comedonicus-Syndrom
Die Naevus comedonicus-Syndrom ist eine sehr seltene Sonderform des Epidermal-Naevus-Syndromes. Dabei handelt es sich um eine familiäre Häufung von Komedonen-Naevi in Kombination mit Beteiligung innerer Organe wie Zentralnervensystem, Skelett, Augen und der Nerven.
Synonyme sind: englisch Nevus comedonicus, somatic
Die Erstbeschreibung stammt wohl aus dem Jahre 1895 durch S. Kofmann.
In der Neuzeit wurde im Jahre 1978 durch den US-amerikanischen Dermatologen Peter B. Engber und Mitarbeiter das Krankheitsbild beschrieben.

## Verbreitung
Die Häufigkeit wird mit 1 zu 45.000 bis 1 zu 100.000 angegeben.

## Ursache
Der Erkrankung liegen – zumindest teilweise – Mutationen im NEK9-Gen auf Chromosom 14 Genort q24.3 zugrunde, welches für einen Thyrosin-Kinase-Rezeptor kodiert.

## Klinische Erscheinungen
Klinische Kriterien sind:
- Bevorzugt Gesicht und Nacken betroffen
- Manifestation meist innert der ersten Lebensdekade
- Komedonennaevi mit erweiterten, verstopften Hautfollikeln, wabenartig angeordnet

## Differentialdiagnostik
Abzugrenzen sind:
- Verschiedene Formen der Akne (Acne neonatorum, Akne infantum, Acne vulgaris)
- Angiokeratom
- Chlorakne
- Epidermaler Nävus
- Epidermoidzyste
- Familiäre dyskeratische Komedonen
- Favre-Racouchot-Syndrom
- Keratosis pilaris
- Lichen striatus
- Naevus sebaceus
- Tuberöse Sklerose